# Josef Kasper
Josef Kasper (28. března 1859 Slavětín – 24. března 1918 Mladé Buky) byl rakouský a český pedagog a politik německé národnosti, na počátku 20. století poslanec Českého zemského sněmu a Říšské rady.

## Biografie
Vystudoval reálnou školu a učitelský ústav v Trutnově a působil jako učitel v obci Mladé Buky. Byl členem okresního zastupitelstva a předsedal okresnímu hospodářskému spolku v Trutnově. Byl rovněž členem výboru Ústředního svazu německých zemědělských družstev v Čechách (Zentralverband).
Na přelomu století se zapojil i do zemské a celostátní politiky. V doplňovacích volbách v roce 1898 byl zvolen do Českého zemského sněmu. V zápisech z jednání sněmu je ale uvedeno, že poslancem se stal až po volbách konaných v dubnu 1900. Mandát obhájil v řádných volbách v roce 1901 v kurii venkovských obcí (volební obvod Trutnov). Politicky patřil k všeněmcům. Opětovně byl do zemského sněmu zvolen i ve volbách v roce 1908.Nyní se uvádí jako člen Německé radikální strany, stoupenec Karla Hermanna Wolfa.
Kromě toho byl zvolen ve volbách roku 1901 do Říšské rady (celostátní zákonodárný sbor), za kurii venkovských obcí, obvod Trutnov, Vrchlabí, Dvůr Králové atd. Uspěl i ve volbách roku 1907, konaných již podle všeobecného a rovného volebního práva (obvod Čechy 129). Mandát zde obhájil ve volbách roku 1911.
V roce 1906 se uvádí jako jeden z osmi poslanců Říšské rady za skupinu Freier Verband alldeutscher Abgeordneter, která po rozkolu ve Všeněmeckém sjednocení sdružovala stoupence politiky Karla Hermanna Wolfa, tzv. Freialldeutsche Partei, později oficiálně Německá radikální strana (Deutschradikale Partei). Po volbách roku 1907 usedl do poslaneckého klubu Německý národní svaz, v jehož rámci byl členem Německé radikální strany. V téže poslanecké frakci setrval i po volbách roku 1911.